# Boho Dancer
Boho Dancer er et dansk folk-rock band, der består af Ida Wenøe, Símun Mohr og Asker Bjørk.
Bandet vandt P3's KarriereKanonen i foråret 2011.

## Eksterne kilder og henvisninger
- bohodancer.com Arkiveret 21. oktober 2020 hos  Wayback Machine

| Musikgruppe | Spire Denne artikel om en dansk musikgruppe er en spire som bør udbygges. Du er velkommen til at hjælpe Wikipedia ved at udvide den. |